# Alexandre Negrão
Alexandre Sarnes Negrão (né le 14 octobre 1985) est un pilote automobile brésilien.

## Carrière
- 2003 : Championnat d'Amérique du Sud de Formule 3 -
- 2004 :  Championnat de Grande-Bretagne de Formule 3 - 19e
- 2005 : GP2 Series, 19e
- 2006 : GP2 Series, 13e
- 2007 : GP2 Series, 20e
- 2008 : FIA GT, GT1 3e (1 victoire)